# Architectonicoidea
Architectonicoidea  Gray, 1850 è una superfamiglia di molluschi eterobranchi marini.

## Tassonomia
Secondo WoRMS (2020) comprende le seguenti famiglie:
- Amphitomariidae Bandel, 1994 †
- Architectonicidae Gray, 1850
- Cassianaxidae Bandel, 1996 †